# 交響的大曲
『交響的大曲』（Grande pièce symphonique）Op.17は、セザール・フランクが1860年から1862年にかけて作曲したオルガン曲。『大オルガンのための6作品』の第2曲にあたり、6作品中最大の規模を誇る。

## 概要
『大オルガンのための6作品』はフランクの創作期の中期の始まりを飾る作品であり、フランクの才能が花開き始めると同時に彼の晩年の大成を予感させる内容を持つ作品集として重要視される。長い時間をかけてようやく完成させた喜歌劇『頑固な召使』（1851年-1853年）の失敗に打ちひしがれていたフランクが創作意欲を取り戻したのは、サント・クロチルド聖堂に設置されたアリスティド・カヴァイエ＝コル製作のパイプオルガンの音色に触れたことが大きかった。この聖堂の正オルガニストに任用されたフランクは、日々このオルガンに向かい豊かなインスピレーションを得ていたのである。作曲家の矢代秋雄は特にこの『交響的大曲』について、『6作品』の第1曲である『幻想曲 ハ長調』と比較してオルガンの機能を網羅して使用しているという点から、サント・クロチルド聖堂のオルガンから受けた影響が明らかであると論じている。
この『交響的大曲』は3つの部分に分けることができ、2つ目の部分はアンダンテであると同時にスケルツォ様の中間部を有している。このため、後年作曲される『交響曲 ニ短調』との比較分析がしばしば行われる。矢代は次の4点を主な根拠として、「オルガン交響曲」にも例えることが可能なこの曲が後の『交響曲 ニ短調』の初期稿と言い得ると考えた。
1. 両曲ともに循環形式による統一が図られていること。
2. 両曲の第1楽章第1主題が類似していること。
3. 第2楽章がスケルツォを内包した緩徐楽章として仕上げられていること。
4. 両曲ともに終楽章が同主長調による「信仰の歓び」で閉じられていること。

これらの特徴に加え、矢代はこの曲に他の後年の傑作群とも類似した点があると指摘している。
曲はヴィルトゥオーゾピアニストで作曲家のシャルル＝ヴァランタン・アルカンに献呈された。アルカンもまた1857年出版の『短調による12の練習曲』において、ピアノ独奏による「交響曲 ハ短調」と「協奏曲 嬰ト短調」を作曲した人物であるという点が興味深い。フランクはアルカンを高く称賛するとともに、彼の作品のオルガン用編曲を手掛けていた。楽譜は同じ『6作品』の『前奏曲、フーガと変奏曲』などとともにパリのマイアン・クヴルール社（Maeyen-Couvreur）から出版され、後にデュラン社からも刊行された。

## 演奏時間
約25分

## 楽曲構成
曲は切れ目なく演奏されるが、大きく3つの部分に分けることが出来る。本項では矢代の方法に倣い、各部分を「楽章」として3楽章制の楽曲として記述することにする。

### 第1楽章
アンダンティーノ・セリオーソ 4/4拍子 嬰ヘ短調
長大な序奏に始まるが、ここで登場する主題群はその後も登場する重要なものである。

譜例1

譜例2

譜例3
まず、グランドルグ鍵盤で奏される譜例1に対してレシ鍵盤による譜例2が応答するやりとりが2度繰り返される。続いて譜例1は足鍵盤に現れてグランドルグ鍵盤に受け渡されるが、この時に同時に奏されるのが譜例3である。これが1度盛り上がりを見せた後に静まり、アレグロ・ノン・トロッポ・エ・マエストーソ、2/2拍子になって第1主題が威圧的に奏される（譜例4）。この主題は循環主題となり、楽曲を統一する役割を担う。矢代はこの主題と『交響曲 ニ短調』の循環主題との類似性を指摘している。

譜例4
対位法的手法も見せつつ第1主題がほとんど展開部であるかのごとく劇的に扱われた後、イ長調でコラール風の第2主題が出される。続いて譜例2が奏され、このフレーズ後半の3連符がそのまま奔流となり伴奏音型を形作る中、譜例4がポジティフ鍵盤で奏される。その流れに乗ってペダルに第1主題が奏されるところからが再現部となり、キビキビと第2主題を嬰ヘ短調で再現すると、最後は再度譜例2が扱われてモルト・レントとなってフェルマータで余韻を作りつつ終わる。

### 第2楽章
アンダンテ 4/4拍子 ロ長調
譜例5に示す慈愛に満ちた旋律に始まる。ポジティフ鍵盤とレシ鍵盤が細やかに交代して奏でるこの歌は、譜例3より導かれたものである。

譜例5
譜例5が豊かに歌われた後、ロ長調で終わりを迎えようとするのを遮るようにアレグロ、2/4拍子、ロ短調となりスケルツォ部に入る。ここでは終始弱音によって16分音符の急速な音型が奏でられるが、その原型は譜例4の循環主題に求められる。それ自身が3部形式となったスケルツォ部が終結すると譜例5がロ長調で回帰する。ここでは音色を変えるとともに長い旋律は短くまとめられ、休符による中断で余韻を残しながら静かに終結する。ただし、ここには終止線がなく直接次の部分に続くように書かれている。

### 第3楽章
まず、ペダルの単音で譜例4が奏される。これに続いてベートーヴェンの『交響曲第9番』の終楽章同様、これまでに現れた楽想が断片的に現れては譜例4が応答する掛け合いが繰り返される。再現される主題は順にト短調の譜例1、変ロ短調の第2楽章スケルツォ主題、ハ長調の譜例5である。譜例5が譜例4に遮られた後は最弱音からクレッシェンドをかけ、頂点で譜例4が嬰ヘ長調へと移されて堂々と歓喜を奏でる（譜例6）。

譜例6
譜例6がひとしきり歌われると、1小節の休止の後にこの主題に基づく4声のフーガが開始される。フーガ後半は自由な扱いを受けつつ主題をさらに発展させた旋律を朗々と響かせ、嬰ヘ長調のコーダの輝きの中に全曲の終わりを迎える。